# Cenerente
Cenerente è una frazione del comune di Perugia (PG).

## Storia
Borgo di origine medievale, nel 1364 è ricordato per gli scontri che qui si svolsero durante le guerre tra Pisa e Firenze e in particolare per le devastazioni effettuate dall'esercito del marchese Giovanni di Monferrato.

## Monumenti e luoghi d'interesse
- Chiesa di Santa Maria Maddalena, chiesa parrocchiale della frazione, risale al periodo medievale ed è citata nel 1364.[1] Venne unita alla parrocchia di Santa Firmina nel XVI secolo, e nel 1577 è ricordata come edificio di culto di riferimento del territorio, in quanto qui venivano battezzati anche gli abitanti delle parrocchie vicine di Canneto, Capocavallo e Rabatta.[1] L'aspetto della chiesa è da ricondursi principalmente alle profonde ristrutturazioni in stile neoclassico effettuate su progetto dell'architetto Domenico Mollajoli del 1850.[1] Nuove opere di restauro sono state effettuate nel 1950 ed in seguito al terremoto del settembre 1997 che aveva danneggiato parte della struttura.[1]. Dal 1998 al 2 luglio 2017 in questa chiesa sono state conservate le spoglie di Vittorio Trancanelli.

- Castello dell'Oscano, imponente castello che sovrasta il borgo di Cenerente, è stato realizzato nel XVIII secolo in stile neomedievale.[2]